# Arcadia (Missouri)
Arcadia – miasto w Stanach Zjednoczonych, w południowo-wschodniej części stanu Missouri.
Liczba mieszkańców w 2000 roku wynosiła 567.

## Klimat
Miasto leży w strefie klimatu subtropikalnego, umiarkowanego, łagodnego bez pory suchej i z gorącym latem, należącego według klasyfikacji Köppena do strefy Cfa. Średnia temperatura roczna wynosi 12,9°C, a opady 1135,4 mm (w tym do 30,5 cm opadów śniegu). Średnia temperatura najcieplejszego miesiąca - lipca wynosi 24,7°C, natomiast najzimniejszego 0,2°C. Najniższa zanotowana temperatura wyniosła -36,1°C a najwyższa 45,0°C. Miesiącem o najwyższych opadach jest maj o średnich opadach wynoszących 119,4 mm, natomiast najniższe opady są w styczniu i wynoszą średnio 66,0.